# Kosonsoy
Kosonsoy (uzb. cyr.: Косонсой; ros.: Касансай, Kasansaj) – miasto we wschodnim Uzbekistanie, w wilajecie namangańskim, nad rzeką Kosonsoy, siedziba administracyjna tumanu Kosonsoy. W 1989 roku liczyło ok. 31 tys. mieszkańców. Ośrodek przemysłu włókienniczego (tkalnia jedwabiu).
Miejscowość otrzymała prawa miejskie w 1973 roku.